# 安娜·路易莎·菲廖里亚努
安娜·路易莎·菲廖里亚努（羅馬尼亞語：Ana Luiza Filiorianu，1999年7月10日—）生于布加勒斯特，是一名罗马尼亚艺术体操运动员。她在七岁时开始练习艺术体操，她最初看到艺术体操后便喜欢上这项运动，希望母亲将她带到艺术体操课上。2014年，她出战南京青奥，获得个人全能第四名。2015年，她开始参加成年级别比赛，出战2015年欧洲运动会，并在个人全能项目上取得第18名。2016年，她获得里约奥运参赛资格，成为20年来首位获得奥运艺术体操资格的罗马尼亚选手。奥运正赛上，她获得个人全能第22名，未能晋级决赛。